# 德雷赫特兰
德雷赫特兰（Drechterland）是荷蘭的一個市镇，位於西弗里斯蘭。該地在行政區劃上屬於北荷蘭省。2006年，芬赫伊曾（Venhuizen）被併入該地。

## 外部連結
- 维基共享资源上的相關多媒體資源：德雷赫特兰
- Official website （页面存档备份，存于）